# Dante (stacja metra)
Dante – stacja metra w Neapolu, na Linii 1 (żółtej). 
Znajduje się pod Piazza Dante, obsługując obszar Starego Miasta, Teatr Bellini, Via Toledo.
Stacja została otwarta 27 marca 2002.